# Амаранте, Кателло (гребец, 1979)
Кателло Амаранте (итал. Catello Amarante; род. 15 августа 1979, Кастелламмаре-ди-Стабия) — итальянский гребец, выступавший за национальную сборную Италии по академической гребле в конце 1990-х — начале 2010-х годов. Бронзовый призёр летних Олимпийских игр в Афинах, многократный серебряный и бронзовый призёр чемпионатов мира, чемпион Европы, обладатель серебряной медали Средиземноморских игр.

## Биография
Кателло Амаранте родился 15 августа 1979 года в городе Кастелламмаре-ди-Стабия региона Кампания, Италия. Серьёзно заниматься греблей начал в возрасте 13 лет в 1992 году, проходил подготовку в местном гребном клубе «Стабия», позже перешёл в команду Fiamme Gialle.
Дебютировал на международной арене в сезоне 1997 года, попав в состав итальянской национальной сборной и выступив на чемпионате мира среди юниоров в Бельгии.
Первого серьёзного успеха на взрослом международном уровне добился в сезоне 1998 года, когда побывал на мировом первенстве в Кёльне и привёз оттуда награду серебряного достоинства, выигранную в двойках распашных безрульных лёгкого веса совместно с напарником Карло Гадди.
Благодаря череде удачных выступлений удостоился права защищать честь страны на летних Олимпийских играх 2000 года в Сиднее — стартовал здесь в облегчённых четвёрках без рулевого, благополучно вышел в финал, но в решающем заезде финишировал лишь четвёртым, остановившись в шаге от призовых позиций.
В 2002 году в лёгких четвёрках распашных стал серебряным призёром чемпионата мира в Севилье, уступив на финише только экипажу из Дании. Год спустя на аналогичных соревнованиях в Милане получил в той же дисциплине бронзу.
Находясь в числе лидеров гребной команды Италии, прошёл отбор на Олимпийские игры 2004 года в Афинах — на сей раз выступал в программе мужских безрульных четвёрок и завоевал бронзовую медаль, пропустив вперёд только команды Дании и Австралии. За это выдающееся достижение по итогам сезона был награждён орденом «За заслуги перед Итальянской Республикой» в степени кавалера.
В 2005 году выиграл серебряную медаль на Средиземноморских играх в Альмерии и бронзовую медаль на мировом первенстве в Кайдзу — в дисциплинах LM4− и LM2− соответственно.
На чемпионате мира 2007 года в Мюнхене стал в четвёрках бронзовым призёром, тогда как на чемпионате Европы в Познани обошёл всех оппонентов и завоевал золото.
Участвовал в Олимпийских играх 2008 года в Пекине — на сей раз попасть в число призёров не смог и даже не отобрался в главный финал «А».
После пекинской Олимпиады Амаранте остался в основном составе итальянской национальной сборной по академической гребле и продолжил принимать участие в крупнейших соревнованиях. Так, в 2009 году он стартовал на мировом первенстве в Познани, заняв в зачёте четвёрок распашных лёгкого веса пятое место.
В 2011 году выиграл серебряную медаль на чемпионате мира в Бледе в программе лёгких восьмёрок с рулевым. Вскоре по окончании этих соревнований принял решение завершить карьеру профессионального спортсмена, уступив место в сборной молодым итальянским гребцам.